# Karl Ferdinand af Frankrig
Karl Ferdinand af Frankrig, hertug af Berry (24. januar 1778 - 14. februar 1820) var en fransk prins, der var en yngre søn af Karl 10. af Frankrig.
Karl Ferdinand blev født den 24. januar 1778 på Versailles-slottet som det tredje barn af Karl Filip, greve af Artois, den yngste bror til kong Ludvig 16. af Frankrig, og prinsesse Maria Teresa af Savoyen (kendt som Marie Thérèse i Frankrig), datter af Victor Amadeus 3. af Sardinien og Maria Antonia af Spanien. Han var en petit-fils de France (barnebarn af Frankrig) ved fødslen og var oprindeligt kendt som Karl Ferdinand af Artois fransk: Charles-Ferdinand d'Artois). Efter sin fars tronbestigelse blev han fils de France (søn af Frankrig) og hans efternavn blev til de France efter den kongelige skik for fyrster med en sådan rang. Den 14. februar 1820 blev han myrdet i Pariseroperaen af bonapartisten Louis Pierre Louvel. Hans eneste overlevende søn, Henrik, greve af Chambord, var en af tronprætendenterne til den franske trone fra 1844 til 1883.